# Golar Eskimo
Golar Eskimo – плавуча установка з регазифікації та зберігання (Floating storage and regasification unit, FSRU) зрідженого природного газу (ЗПГ), споруджена для норвезької компанії Golar. В 2021-му була продана компанії Energos (створена інвестиційним фондом Apollo та американською енергетичною компанією New Fortress Energy) та отримала нову назву Energos Eskimo.

## Загальні дані
Судно спорудили в 2014 році на верфі південнокорейської Samsung Shipbuilding & Heavy Industries в Кодже.
Розміщена на борту Golar Eskimo регазифікаційна установка здатна видавати 14,1 млн м3 на добу у номінальному та 21,2 млн м3 у піковому режимах (зазвичай на таких установках одна з регазифікаційних ліній розглядається як резервна на випадок проведення технічного обслуговування та ремонту, проте за необхідності може залучатись до роботи у піковому режимі). Зберігання ЗПГ відбувається у резервуарах загальним об’ємом 160000 м3.
За необхідності, судно може використовуватись як звичайний ЗПГ-танкер та пересуватись до місця призначення зі швидкістю 19,5 вузлів.

## Історія служби
Наприкінці весни 2015-го судно, яке перед тим прийняло на борт вантаж ЗПГ із Катару, прибуло до терміналу у йорданському порту Акаба. Контракт на обслуговування місцевого ЗПГ-терміналу уклали терміном на 10 років.